# Melinis drakensbergensis
Melinis drakensbergensis är en gräsart som först beskrevs av Charles Edward Hubbard och Herold Georg Wilhelm Johannes Schweickerdt, och fick sitt nu gällande namn av Clayton. Melinis drakensbergensis ingår i släktet Melinis och familjen gräs. Inga underarter finns listade i Catalogue of Life.